# إلدن رينغ
طوق الأقدمين باللغة العربية (بالإنجليزية: Elden Ring)‏ هي لعبة تقمص أدوار يابانية، من تطوير إستوديو فروم سوفتوير ونشرها بواسطة بانداي نامكو إنترتينمنت، اللعبة عبارة عن جهد تعاوني بين المخرج هيديتاكا ميازاكي والروائي الخيالي جورج ر. ر. مارتن. صدرت عالميًا في 25 فبراير 2022.

## القصة الكاملة
تصور أحداث القصة حول ارض خيالية تسمى الأراضي الواقعة بين، يرجع تاريخها إلى عصر يسمى الاسطورة، تحت حكم الملكة: ماريكا الابدية، وابناءها: انصاف الآلهة، تعيش جميع المخلوقات على هذه الأرض بسلام بفضل بركة شجرة ضخمة مشعة بنور ساطع تسمى شجرة آردتري، تستمد هذه الشجرة قوتها من خاتم الدن ويسمى باسم الرونية العظيمة، خاتم الدن هو عبارة عن قوة تحافظ على استقرار العالم وتوازنه فهو مصدر إردتري ويتكون من حروف رونية. تبدأ قصة اللعبة بفرسان يمتطون الاحصنة يسرقون أحد حروف الخاتم وهو حرف الموت وكذلك قتل أحد أبناء ماريكا الابدية وهو غودوين الذهبي. تتحطم قوى الخاتم وينهار القانون الذي كان يحكم سلام العالم ويضع حدوداً للمستحيل وهو القانون الذهبي، بعد تحطم الخاتم يصبح تجاوز المستحيل ممكناً، فيعود الاموات للحياة مجدداً وتبدأ حروب طاحنة تستمر لعقود بين أبناء ماريكا الابدية الذي أصبح كل واحدا منهم يملك حرفاً من حروف الخاتم المُحطم يمدهُ بقوة تسمح له بفرض سيطرته على جزء أو اراضي معينة من العالم. من بين هذه الفوضى والحروب توجد مجموعة من البشر يٌطلق عليهم الملوثون، سيتيح للاعب التحكم بشخصية من هذه المجموعة، ستنطلق في رحلة على فرسك الطيفي اللذي يسمى التورنت، عبر مواقع غنية وواسعة سعياً لأستعادة خاتم الدن وتكون أنت زعيم الدن.
{ الأراضي الواقعة بين: The Lands Between}-{ماريكا الابدية: Eternal Marica}-{أنصاف الآلهة: Demigods}-{شجرة آردتري: Erdtree Tree}-{خاتم الدن: Elden Ring}-{مصدر الآردتري: Sourse of the Erdtree}-{حرف الموت: Death Rune}-{غودوين الذهبي: Golden Godwin}-{ القانون الذهبي: Golden Law }-{ الملوثون: The Tarnished }-{ الفرس الطيفي: Torrent }-{ زعيم الدن: Elden Lord }-{حروف رونية: Runes Alphabets }.

## الاستقبال
| استقبال |                                        |
| --- | -------------------------------------- |
| مجموع النقاط المجموع نقاط ميتاكريتيك (PC) 95/100 [ 8 ] (PS5) 97/100 [ 9 ] (XBSX) 95/100 [ 10 ] نتائج المراجعة نشرة نقاط دستركتويد 10/10 [ 11 ] غيم إنفورمر 10/10 [ 12 ] غيم ريفولوشن 10/10 [ 13 ] غيم سبوت 10/10 [ 14 ] غيمز رادار [ 15 ] آي جي إن 10/10 [ 16 ] بي سي غيمر (الولايات المتحدة) 90/100 [ 17 ] بي سي غيمز إن 10/10 [ 18 ] شاك نيوز 9/10 [ 19 ] فيديو غيمر.كوم 9/10 [ 20 ] |                                        |
| مجموع النقاط |                                        |
| المجموع | نقاط                                   |
| ميتاكريتيك | (PC) 95/100 (PS5) 97/100 (XBSX) 95/100 |
| نتائج المراجعة |                                        |
| نشرة | نقاط                                   |
| دستركتويد | 10/10                                  |
| غيم إنفورمر | 10/10                                  |
| غيم ريفولوشن | 10/10                                  |
| غيم سبوت | 10/10                                  |
| غيمز رادار | [ 15 ]                                 |
| آي جي إن | 10/10                                  |
| بي سي غيمر (الولايات المتحدة) | 90/100                                 |
| بي سي غيمز إن | 10/10                                  |
| شاك نيوز | 9/10                                   |
| فيديو غيمر.كوم | 9/10                                   |

تلقت الدن رينج«إشادة عالمية» وفقًا لمجمع المراجعات موقع ميتاكريتيك.
فازت اللعبة كأفضل لعبة لعام 2022 في حفل جائزة جولدن جويستيك المقام نوفمبر وحفل جوائز اللعبة المقام في ديسمبر.

### المبيعات
في 16 مارس 2022، اعلنت شركة بانداي نامكو، ان اللعبة قد باعت 12 مليون نسخة عالميًا، وكانت مليون نسخة تم بيعها بسوق المحلي. بحلول يوليو 2022 ، باعت اللعبة أكثر من 16.6 مليون نسخة. و 20 مليون اعتبارا من فبراير 2023. ووصلت مبيعاتها الى 25 مليون نسخة اعتبار من يونيو 2024. اعتبارا من أبريل 2025 ، باعت اللعبة أكثر من 30 مليون نسخة.

## التطوير
هذه اللعبة من إنتاج ونشر الشركة اليابانية بانداي نامكو إنترتينمنت ويتم تطويرها بواسطة إستوديو فروم سوفتوير، يعمل الروائي الشهير جورج ر. ر. مارتن أيضًا ككاتب للعبة بجانب المخرج والكاتب ورئيس الاستوديو هيديتاكا ميازاكي، يعد هذا ثاني مشروع لعبة يشارك فيها الروائي جورج رر مارتن.

## الإصدار
أعلن عن اللعبة في معرض الترفيه الإلكتروني 2019 لمايكروسوفت ويندوز وبلاي ستيشن 4 والاكس بوكس ون. لم يكشف عن أي معلومات إضافية كبيرة، الذي تم عرضه في حدث «سومر غيم فيست» في يونيو 2021، كان فقط عن تاريخ الإصدار في 21 يناير 2022 وتوفر اللعبة على بلاي ستيشن 5 والإكس بوكس سيريس إكس وسيريس أس.
في أكتوبر 2021، أعلنت شركة بانداي نامكو عن تأجيل اللعبة إلى 25 فبراير 2022.
في 4 من شهر نوفمبر قامت شركة بانداي نامكو إنترتاينمنت، بستعراض عرض مطول لأسلوب اللعب لمدة 15 دقيقة نظرة مطوله للعنوان على آليات اللعب والتغييرات الجديدة والميزات التي لم يسبق ان وجدت في أيًا من ألعاب السولز السابقة.

## تعريب اللعبة
عُرّبت اللعبة كاملة بترجمة عربية وقوائم، وذلك بتاريخ التحديث 21 يونيو 2024 وشمل ذلك التوسعة الجديدة للعبة.

## روابط خارجية
- الموقع الرسمي
- إلدن رينغ على موقع IMDb (الإنجليزية)